# Hôpital universitaire Ibn Tofail
L'Hôpital universitaire Ibn Tofail est l'un des principaux hôpitaux de Marrakech, au Maroc. Depuis 2002, il bénéficie du statut de centre hospitalier universitaire et est depuis lors rattaché au CHU Mohammed VI, dont il est le principal établissement et la pierre angulaire, du fait de sa proximité avec la faculté de médecine et de pharmacie de Marrakech.
L'établissement est couramment connu des habitants de la ville sous le nom d'hôpital civil, par opposition à l'hôpital militaire, l'hôpital Avicenne (Ibn Sina). Il est situé dans le quartier de Semlalia, au nord du Guéliz.

## Historique
L'hôpital civil est le deuxième hôpital moderne de Marrakech après l'hôpital Ibn Zohr, autrefois appelé hôpital Mauchamp. Il a été édifié en 1938 dans un ancien verger et palmeraie qui formait la limite nord du quartier de Guéliz. D'une superficie de 8,3 hectares, il disposait à l'origine d'un seul et unique bâtiment de trois étages, l'actuel bâtiment B, dessiné par l'architecte Pierre Bousquet. C'est dès l'origine un hôpital multi-spécialités dont l'accès était alors réservé à la population européenne et aux notables de la ville.
Après l'indépendance, l'hôpital prend son nom actuel. En 1974, il gagne officiellement le statut d'hôpital de médecine et le service de gynécologie-obstétrique y est transféré depuis l'hôpital Ibn Zohr. Le 21 juin 1980, le roi Hassan II inaugure le bâtiment de chirurgie, qui occupe quatre étages.
En février 2001, le gouvernement marocain a signé un accord de prêt de 8 millions de dollars avec le Fonds de l'OPEP pour le développement international afin d'aider à améliorer les services médicaux à Marrakech et dans ses environs, ce qui a conduit à l'agrandissement des hôpitaux Ibn Tofail et Ibn Nafess. 
Sept nouveaux bâtiments ont été construits, pour une superficie totale de 43 000 mètres carrés. De nouveaux équipements de radiothérapie et médicaux ont été fournis et 29 000 mètres carrés d'espace hospitalier existant ont été réhabilités.

## Spécialités
En 2020, les spécialités réunies à l'hôpital Ibn Tofail sont les suivantes :
- Chirurgie orthopédique et traumatologique
- Assistance médicale d'urgence SAMU
- Réanimation médico-chirurgicale
- Neurochirurgie
- Chirurgie générale et viscérale
- Chirurgie buccale et maxillo-faciale
- Réanimation obstétricale et gynécologique
- Radiologie
- Hémodialyse
- Consultation externe
- Soins palliatifs
- Chirurgie ambulatoire
- Naissance